# توشيهيده ماساكاوا
وتوشيهايد ماسكاوا (باليابانية: 益川 敏英)، ولد عام 1940، عالم فيزيائي ياباني حاصل على جائزة نوبل في الفيزياء 2008، «لاكتشافه أصل الكسر التلقائي للتناظر الذي يفترض وجود ثلاث مجموعات على الأقل من الكواركات في الطبيعة».

## أعماله
تخرج ماسكاوا من جامعة ناغويا في عام 1962 وحصل على الدكتوراه في فيزياء الجسيمات من نفس الجامعة في عام 1967. تعاون مع ماكوتو كوباياشي لشرح كسر التناظر ضمن النموذج العياري لفيزياء الجسيمات. تطلبت نظرية ماسكاوا وكوباياشي أن يكون هناك على الأقل ثلاثة أجيال من الكواركات، وقد تم تأكيد ذلك تجريبيا بعد أربع سنوات باكتشاف الكوارك القعري.
يعتبر بحث ماسكاوا وكوباياشي الذي نشر في سنة 1973 تحت عنوان «انتهاك CP في نظرية التآثر الضعيف»، رابع أكثر الابحاث ذكرا في فيزياء الطاقة العالية على الإطلاق. وكان من نتائج عن هذا البحث مصفوفة كابيبو-كوباياشي-ماسكاوا، التي تحدد معاملات المزج بين الكواركات. وقد توج عملهما بجائزة نوبل في الفيزياء سنة 2008 وذلك بالتناصف مع يويتشيرو نامبو.
شغل ماسكاوا منصب مدير معهد يوكاوا للفيزياء النظرية خلال الفترة 1997-2003. وهو الآن أستاذ خاص ومدير عام معهد كوباياشي-ماسكاوا لأبحاث أصل الكون والجسيمات في جامعة ناغوياومدير معهد ماسكاوا للعلوم والثقافة في جامعة كيوتو سانغيو وأستاذ فخري في جامعة كيوتو.

## روابط خارجية
- توشيهيده ماساكاوا على موقع الموسوعة البريطانية (الإنجليزية)
- توشيهيده ماساكاوا على موقع مونزينجر (الألمانية)
- توشيهيده ماساكاوا على موقع إن إن دي بي (الإنجليزية)